# Матчи мужской сборной России по волейболу 2012
В сезоне 2012 года сборная России под руководством Владимира Алекно приняла участие в двух официальных турнирах, заняла 8-е место в розыгрыше Мировой лиги и одержала главную победу в своей истории, став чемпионом Игр XXX Олимпиады в Лондоне.

## Хроника сезона
Подготовка к сезону для сборной России началась 2 мая на учебно-тренировочной базе в подмосковном Новогорске под руководством старшего тренера Сержио Бузато. 13 мая к команде присоединился главный тренер Владимир Алекно, а через два дня она разделилась на две группы: 12 волейболистов улетели вместе с Бузато в Японию на первые матчи Мировой лиги, а ряд игроков, позже других закончивших клубный сезон, вместе с Алекно отправились на базу «Волей Град» под Анапой.
Турнир Мировой лиги-2012 проходил по необычной туровой системе, что было вызвано необходимостью сократить сроки его проведения в связи с участием ряда команд в мировых олимпийских квалификационных турнирах и уменьшить количество разъездов в преддверии Олимпиады. Для сборной России, путёвку на Игры в Лондоне уже имевшей благодаря победе на Кубке мира в конце 2011 года, Мировая лига рассматривалась этапом подготовки к главному старту четырёхлетия и возможностью проверить состояние кандидатов в сборную, однако обстоятельства, сложившиеся перед началом турнира и по его ходу, вынудили Алекно заявить: «практически всё время мы не готовились к Олимпиаде, а восстанавливались».
Из состава победителей Кубка мира в первых матчах 2012 года в Хамамацу играли Павел Круглов, Алексей Обмочаев, Евгений Сивожелез и пропустивший часть клубного сезона из-за травмы и операции на голеностопе Дмитрий Мусэрский. Вернулся в сборную Юрий Бережко, в 2011 году долгое время находившийся вне игры из-за операций на коленях, а капитанские функции были доверены многоопытному связующему Константину Ушакову, вызванному в сборную впервые с 2006 года. В составе сборной России было три дебютанта — Игорь Кобзарь, Павел Мороз и Алексей Родичев.
После первого тура Мировой лиги, в котором россияне несильнейшим составом одержали две победы при одном поражении, подготовку к следующим матчам сезона продолжили 18 игроков. По причине последствий травм и операций по индивидуальной программе тренировались Тарас Хтей и Александр Волков, а также проходивший дополнительное медицинское обследование Сергей Тетюхин. В отсутствие трёх ключевых фигур, отставая на тот момент от соперников в уровне физической готовности, сборная России не добилась успеха во втором туре Мировой лиги в Санто-Доминго (в столице Доминиканской Республики принимала соперников сборная Кубы, поскольку дворец спорта в Гаване второй год находился на реконструкции), проиграв молодому поколению сборной Сербии и команде Кубы.
Проблемы преследовали российскую команду и в третьем, домашнем, туре — Волкова беспокоили боли в прооперированном в январе колене, у Александра Бутько после игры с Японией определили повреждение мениска и из связующих игроков в обойме сборной остался только Ушаков. С вернувшимся в состав Тетюхиным, но по-прежнему без Хтея, команда Владимира Алекно в Калининграде с трудом сломила сопротивление сербов, а на следующий день проиграла кубинцам (в третий раз за сезон) и потеряла шансы на выход в «Финал шести» Мировой лиги.
В заключительном четвёртом туре в Нови-Саде Алекно продолжил поиск оптимальных сочетаний состава и по возможности максимально задействовал в игре Хтея, Тетюхина и получившего второй шанс связующего Сергея Гранкина. Команда завершила выступление в Мировой лиге тремя победами и в итоговой классификации заняла 8-е место.
С 6 июля сборная России в составе 14 человек начала сбор в Новогорске, с 18 июля тренировалась в московском дворце спорта «Динамо». Пропустившие часть подготовки Волков и Бутько работали в общей группе и в итоге попали в олимпийскую заявку, а после завершения сезона в сборной перенесли операции. Российская команда провела два товарищеских матча со сборной Ирана и три игры со сборной Австралии и во всех одержала победы. 19 июля Владимир Алекно объявил состав команды из 12 игроков для участия на Олимпийских играх в Лондоне.
27 июля в британской столице сборная России провела ещё один товарищеский матч — против Болгарии, в котором одержала победу со счётом 3:1. В конце первой партии этого матча после неудачного приземления на ногу соперника был заменён основной диагональный сборной России последних лет и единственный игрок этого амплуа в олимпийской заявке Максим Михайлов. После полученной травмы Максим всё же вернулся в строй, хотя по словам Алекно, в первых встречах турнира ему приходилось совершать прыжки, отталкиваясь фактически только одной правой ногой. Функциональное состояние ещё нескольких игроков было далёким от оптимального и в стартовых матчах Олимпиады команда, по мнению Сергея Тетюхина, выглядела неубедительно:
Ни у кого не было уверенности. Отвратительно выглядели с немцами, но победили. Сгорели со свистом бразильцам. Выдали чудовищный матч с Тунисом…
В этой ситуации определяющей на групповом этапе становилась игра против сборной США. В стартовом составе команды снова вышел Александр Волков, пропустивший два предыдущих матча из-за рецидива травмы колена. По ходу встречи российская команда оказалась на грани поражения с сухим счётом: она отдала сопернику первую партию (15 из 29 очков американцы набрали на ошибках россиян), проиграла вторую, но в третьей всё же добилась права продолжить игру, вырвав победу со счёта 19:22. Весомый вклад в перелом игровой ситуации внесли Сергей Тетюхин и вошедший в игру с замены Сергей Гранкин. В четвёртой и пятой партиях преимущество россиян было неоспоримым. Спустя 8 дней россияне сыграли в проходившем по схожему сценарию финале, а на пути к нему дружина Владимира Алекно одержала крупные победы над чемпионами Европы-2011 сербами в последнем матче группового этапа, чемпионами Мировой лиги-2012 поляками в четвертьфинале и сломила сопротивление сборной Болгарии в полуфинале.
В решающем матче Олимпиады игравшая в финале на третьей Олимпиаде подряд сборная Бразилии с начала поединка диктовала свои условия. Южноамериканцам удалось расшатать приём россиян и нейтрализовать самого результативного игрока Олимпиады Максима Михайлова, что стало ключом к победе в первых двух партиях.
После первых двух партий все ходили поникшие, всё из рук валилось. Но потом как-то посмотрели друг другу в глаза, встряхнулись, раскрепостились — и пошли побеждать, —
 говорил Михайлов, который в начале третьего сета был переведён Владимиром Алекно на позицию доигровщика, а в роли диагонального стал играть блокирующий Дмитрий Мусэрский. При счёте 20:22 в третьей партии, когда отступать было уже некуда, три мощные подачи Сергея Тетюхина дали шанс команде зацепиться в концовке, в которой Михайлов отыграл два бразильских матчбола, а Волков одиночным блоком заработал последнее очко — 29:27. Остановить прибавившую во всех элементах игры, преодолевшую излишнее волнение, поймавшую кураж сборную России южноамериканцам в четвёртом и пятом сетах было не суждено. Победа на «Эрлс Корт» со счётом 3:2 над самым принципиальным соперником сделала россиян первой в истории командой, которой удалось отыграться, проигрывая два сета в олимпийском финале, а 31 очко, заработанное Мусэрским, было зафиксировано как рекорд решающих поединков Олимпиад.
Свой вклад в победу внесли все 12 игроков российской команды, выходившие в тот день на площадку, о чём после игры говорил капитан чемпионов Тарас Хтей:
В любом случае у нас победила команда, мы сделали большой объём работы. Это не просто день, неделя, месяц или два месяца. Мы готовились к этой Олимпиаде практически три года. Да, кто-то сыграл больше, кто-то меньше, но это общая победа абсолютно всей команды: и массажистов, и докторов, и тренеров, и федерации, и жён, и детей, и мам, и пап наших, которые помогали нам достичь этих высот, этой медали.
После матча Сергей Тетюхин, завоевавший олимпийское золото с пятой попытки, объявил о завершении карьеры в национальной команде. 29 декабря Владимир Алекно, тактическое решение которого в финале Олимпиады помогло повернуть ход неудачно складывавшегося матча, объявил о решении оставить пост главного тренера сборной России.

## Статистика матчей
В 2012 году сборная России провела 20 официальных матчей, из которых 15 выиграла.
| № 1 (517) | 18 мая. Хамамацу. Россия — Сербия — 3:2 (25:21, 25:22, 19:25, 20:25, 15:9). Мировая лига. Интерконтинентальный раунд      |
| Россия: Александр Абросимов — 5 (2, 1, 2), Евгений Сивожелез — 11 (10, 0, 1), Юрий Бережко — 23 (21, 2, 0), Константин Ушаков — 1 (0, 0, 1), Дмитрий Мусэрский — 13 (6, 6, 1), Павел Мороз — 16 (13, 2, 1), Алексей Обмочаев (л), Павел Круглов — 6 (5, 1, 0), Игорь Кобзарь, Дмитрий Щербинин — 1 (0, 1, 0), Дмитрий Ильиных, Алексей Родичев. Сербия: Боян Янич — 13 (9, 4, 0), Владо Петкович — 6 (2, 4, 0), Драган Станкович — 10 (6, 4, 0), Милош Никич — 4 (3, 1, 0), Александар Атанасиевич — 16 (13, 2, 1), Марко Подрашчанин — 7 (6, 1, 0), Никола Росич (л), Милош Терзич — 1 (0, 0, 1), Михайло Митич, Урош Ковачевич — 12 (12, 0, 0), Саша Старович — 2 (2, 0, 0), Милан Рашич — 1 (0, 0, 1). Очки — 104:102 (атака — 57:53, блок — 13:16, подача — 6:3, ошибки соперника — 28:30). Время матча — 1:59. Hamamatsu Arena. 800 зрителей. Отчёт. | |
| № 2 (518) | 19 мая. Хамамацу. Япония — Россия — 2:3 (25:20, 23:25, 16:25, 25:19, 12:15). Мировая лига. Интерконтинентальный раунд     |
| Япония: Ёсифуми Судзуки — 2 (2, 0, 0), Такахиро Ямамото — 11 (10, 0, 1), Ёсихико Мацумото — 11 (10, 1, 0), Тацуя Фукудзава — 13 (11, 2, 0), Юсукэ Исидзима — 17 (13, 3, 1), Сигэру Кондо — 6 (2, 3, 1), Такэси Нагано (л), Юа Агэба — 3 (3, 0, 0), Кота Ямамура — 2 (2, 0, 0), Акира Косия, Юта Абэ, Юта Ёнэяма. Россия: Евгений Сивожелез — 9 (5, 3, 1), Юрий Бережко — 7 (7, 0, 0), Константин Ушаков, Дмитрий Мусэрский — 13 (8, 4, 1), Дмитрий Щербинин — 9 (4, 5, 0), Павел Мороз — 24 (19, 4, 1), Алексей Обмочаев (л), Алексей Родичев — 6 (5, 1, 0), Игорь Кобзарь — 1 (1, 0, 0), Александр Абросимов — 2 (1, 1, 0), Павел Круглов. Очки — 104:102 (атака — 53:50, блок — 9:18, подача — 3:3, ошибки соперника — 36:33). Время матча — 2:03. Hamamatsu Arena. 2050 зрителей. Отчёт.                                                               | |
| № 3 (519) | 20 мая. Хамамацу. Куба — Россия — 3:2 (23:25, 25:17, 25:20, 18:25, 15:10). Мировая лига. Интерконтинентальный раунд       |
| Куба: Вильфредо Леон — 24 (19, 2, 3), Энри Бель — 15 (12, 3, 0), Давид Фьель, Исбель Меса — 7 (6, 1, 0), Йоандри Диас — 4 (0, 4, 0), Фернандо Эрнандес Рамос — 15 (13, 1, 1), Кейбель Гутьеррес (л), Йордан Биссет, Дангер Кинтана — 12 (7, 5, 0), Лиан Сем Эстрада — 1 (0, 0, 1), Роландо Сепеда, Лазаро Райдель Фундора. Россия: Александр Абросимов — 5 (3, 1, 1), Дмитрий Мусэрский — 5 (4, 1, 0), Дмитрий Ильиных — 8 (7, 1, 0), Павел Круглов — 9 (7, 2, 0), Алексей Родичев — 8 (7, 1, 0), Игорь Кобзарь — 2 (2, 0, 0), Алексей Обмочаев (л), Юрий Бережко — 7 (6, 0, 1), Константин Ушаков, Павел Мороз — 18 (16, 1, 1), Евгений Сивожелез — 3 (2, 0, 1), Дмитрий Щербинин — 5 (2, 3, 0). Очки — 106:97 (атака — 57:56, блок — 16:10, подача — 5:4, ошибки соперника — 28:27). Время матча — 1:58. Hamamatsu Arena. 1210 зрителей. Отчёт.         | |
| № 4 (520) | 15 июня. Санто-Доминго. Сербия — Россия — 3:1 (25:23, 20:25, 25:20, 25:23). Мировая лига. Интерконтинентальный раунд      |
| Сербия: Урош Ковачевич — 16 (15, 1, 0), Боян Янич — 12 (10, 2, 0), Михайло Митич — 6 (1, 5, 0), Милан Рашич — 4 (3, 1, 0), Саша Старович — 11 (9, 2, 0), Сречко Лисинац — 10 (5, 4, 1), Филип Вуич (л), Милош Терзич, Александар Атанасиевич — 11 (10, 1, 0), Неманя Петрич. Россия: Денис Бирюков — 6 (5, 0, 1), Николай Апаликов — 8 (4, 3, 1), Юрий Бережко — 12 (10, 2, 0), Александр Бутько — 2 (1, 1, 0), Дмитрий Мусэрский — 6 (4, 2, 0), Максим Михайлов — 22 (20, 0, 2), Александр Соколов (л), Сергей Гранкин — 2 (1, 1, 0), Павел Круглов — 4 (4, 0, 0), Евгений Сивожелез — 1 (1, 0, 0), Александр Абросимов. Очки — 95:91 (атака — 53:50, блок — 16:9, подача — 1:4, ошибки соперника — 25:28). Время матча — 1:38. Palacio del Voleibol. 900 зрителей. Отчёт.                                                                               | |
| № 5 (521) | 16 июня. Санто-Доминго. Япония — Россия — 0:3 (22:25, 15:25, 19:25). Мировая лига. Интерконтинентальный раунд             |
| Япония: Ёсифуми Судзуки — 1 (1, 0, 0), Кота Ямамура — 4 (3, 0, 1), Кунихиро Симидзу — 15 (13, 1, 1), Юсукэ Исидзима — 6 (5, 1, 0), Юта Ёнэяма — 5 (4, 1, 0), Сигэру Кондо, Такэси Нагано (л), Ёсихико Мацумото — 3 (3, 0, 0), Дайсукэ Усами. Россия: Денис Бирюков — 5 (4, 0, 1), Николай Апаликов — 12 (4, 4, 4), Юрий Бережко — 1 (1, 0, 0), Александр Бутько — 2 (0, 1, 1), Дмитрий Мусэрский — 10 (7, 2, 1), Максим Михайлов — 10 (8, 1, 1), Александр Соколов (л), Сергей Гранкин, Евгений Сивожелез — 8 (6, 1, 1), Павел Круглов — 1 (1, 0, 0), Дмитрий Ильиных — 8 (8, 0, 0). Очки — 56:75 (атака — 29:39, блок — 3:9, подача — 2:9, ошибки соперника — 22:18). Время матча — 1:14. Palacio del Voleibol. 500 зрителей. Отчёт. | |
| № 6 (522) | 17 июня. Санто-Доминго. Куба — Россия — 3:1 (26:24, 21:25, 25:22, 25:17). Мировая лига. Интерконтинентальный раунд        |
| Куба: Вильфредо Леон — 25 (17, 1, 7), Роландо Сепеда — 19 (15, 3, 1), Дангер Кинтана — 3 (1, 2, 0), Энри Бель — 16 (14, 2, 0), Исбель Меса — 6 (4, 2, 0), Йоандри Диас — 1 (0, 1, 0), Кейбель Гутьеррес (л), Лиан Сем Эстрада — 1 (0, 0, 1), Густаво Лейва, Фернандо Эрнандес Рамос. Россия: Николай Апаликов, Евгений Сивожелез — 11 (9, 1, 1), Александр Бутько, Дмитрий Мусэрский — 11 (7, 3, 1), Дмитрий Ильиных — 11 (10, 1, 0), Максим Михайлов — 20 (16, 2, 2), Александр Соколов (л), Александр Абросимов — 8 (4, 2, 2), Павел Круглов — 3 (3, 0, 0), Сергей Гранкин, Юрий Бережко. Очки — 99:91 (атака — 50:48, блок — 11:9, подача — 6:7, ошибки соперника — 32:27). Время матча — 1:46. Palacio del Voleibol. 500 зрителей. Отчёт. | |
| № 7 (523) | 22 июня. Калининград. Россия — Япония — 3:0 (25:18, 25:22, 25:22). Мировая лига. Интерконтинентальный раунд               |
| Россия: Николай Апаликов — 7 (4, 3, 0), Сергей Тетюхин — 8 (7, 1, 0), Юрий Бережко — 9 (8, 1, 0), Александр Бутько — 4 (2, 2, 0), Дмитрий Мусэрский — 10 (6, 4, 0), Максим Михайлов — 13 (11, 1, 1), Алексей Обмочаев (л), Константин Ушаков, Павел Круглов — 1 (1, 0, 0), Александр Абросимов — 1 (1, 0, 0), Дмитрий Ильиных — 4 (4, 0, 0). Япония: Дайсукэ Усами, Такааки Томимацу — 3 (3, 0, 0), Ёсихико Мацумото — 3 (1, 2, 0), Кунихиро Симидзу — 10 (10, 0, 0), Тацуя Фукудзава — 4 (3, 1, 0), Юсукэ Исидзима — 6 (6, 0, 0), Такэси Нагано (л), Юа Агэба, Сигэру Кондо, Ёсифуми Судзуки, Юта Ёнэяма — 1 (1, 0, 0), Кота Ямамура. Очки — 75:62 (атака — 44:24, блок — 12:3, подача — 1:0, ошибки соперника — 18:35). Время матча — 1:19. «Янтарный». 5038 зрителей. Отчёт.                                                                           | |
| № 8 (524) | 23 июня. Калининград. Россия — Сербия — 3:2 (25:21, 21:25, 23:25, 25:23, 15:12). Мировая лига. Интерконтинентальный раунд |
| Россия: Николай Апаликов — 4 (1, 3, 0), Сергей Тетюхин — 5 (3, 2, 0), Юрий Бережко — 17 (16, 0, 1), Константин Ушаков — 1 (0, 1, 0), Дмитрий Мусэрский — 18 (8, 7, 3), Максим Михайлов — 24 (20, 2, 2), Александр Соколов (л), Павел Круглов — 1 (0, 1, 0), Александр Абросимов — 7 (3, 4, 0), Евгений Сивожелез — 1 (1, 0, 0), Дмитрий Ильиных — 6 (6, 0, 0). Сербия: Урош Ковачевич — 23 (19, 4, 0), Милош Терзич — 6 (6, 0, 0), Михайло Митич — 5 (2, 1, 2), Милан Рашич — 6 (4, 2, 0), Саша Старович — 22 (18, 1, 3), Сречко Лисинац — 9 (4, 4, 1), Никола Росич (л), Александар Атанасиевич — 5 (5, 0, 0), Никола Ковачевич — 1 (1, 0, 0). Очки — 109:106 (атака — 58:59, блок — 20:12, подача — 6:6, ошибки соперника — 25:29). Время матча — 2:06. «Янтарный». 5715 зрителей. Отчёт.                                                               | |
| № 9 (525) | 24 июня. Калининград. Куба — Россия — 3:1 (25:23, 25:22, 24:26, 25:20). Мировая лига. Интерконтинентальный раунд          |
| Куба: Вильфредо Леон — 21 (16, 2, 3), Роландо Сепеда — 11 (6, 5, 0), Дангер Кинтана — 5 (4, 0, 1), Энри Бель — 15 (15, 0, 0), Исбель Меса — 10 (8, 2, 0), Йоандри Диас — 3 (1, 1, 1), Кейбель Гутьеррес (л), Лиан Сем Эстрада — 1 (0, 0, 1), Густаво Лейва, Йордан Биссет — 1 (0, 1, 0). Россия: Александр Абросимов — 2 (1, 1, 0), Денис Бирюков — 3 (3, 0, 0), Юрий Бережко — 5 (5, 0, 0), Константин Ушаков, Дмитрий Мусэрский — 13 (7, 2, 4), Максим Михайлов — 22 (17, 3, 2), Александр Соколов (л), Дмитрий Ильиных — 12 (10, 2, 0), Павел Круглов, Сергей Тетюхин — 5 (5, 0, 0), Николай Апаликов — 2 (0, 1, 1). Очки — 99:91 (атака — 50:48, блок — 11:9, подача — 6:7, ошибки соперника — 32:27). Время матча — 1:46. «Янтарный». 6740 зрителей. Отчёт.                                                                                          | |
| № 10 (526) | 28 июня. Нови-Сад. Япония — Россия — 2:3 (25:20, 26:24, 19:25, 17:25, 11:15). Мировая лига. Интерконтинентальный раунд    |
| Япония: Такааки Томимацу — 5 (4, 1, 0), Ёсихико Мацумото — 6 (5, 1, 0), Кунихиро Симидзу — 19 (17, 2, 0), Юсукэ Исидзима — 14 (12, 2, 0), Юта Ёнэяма — 17 (14, 0, 3), Сигэру Кондо — 2 (2, 0, 0), Осаму Танабэ (л), Ёсифуми Судзуки, Юа Агэба — 2 (1, 1, 0), Дайсукэ Усами. Россия: Николай Апаликов — 3 (2, 1, 0), Тарас Хтей — 7 (6, 1, 0), Сергей Гранкин — 1 (0, 1, 0), Сергей Тетюхин — 6 (6, 0, 0), Дмитрий Мусэрский — 17 (11, 6, 0), Павел Круглов — 12 (11, 1, 0), Алексей Обмочаев (л), Юрий Бережко — 7 (5, 0, 2), Константин Ушаков, Максим Михайлов — 16 (13, 1, 2), Александр Абросимов — 6 (4, 1, 1), Дмитрий Ильиных — 9 (7, 1, 1). Очки — 98:109 (атака — 55:65, блок — 7:13, подача — 3:6, ошибки соперника — 33:25). Время матча — 1:48. Vojvodina. 450 зрителей. Отчёт.                                                               | |
| № 11 (527) | 29 июня. Нови-Сад. Россия — Куба — 3:1 (26:28, 26:24, 25:17, 25:23). Мировая лига. Интерконтинентальный раунд             |
| Россия: Николай Апаликов — 10 (7, 2, 1), Тарас Хтей — 13 (11, 2, 0), Сергей Гранкин — 4 (3, 1, 0), Сергей Тетюхин — 13 (9, 2, 2), Дмитрий Мусэрский — 12 (9, 2, 1), Максим Михайлов — 23 (20, 0, 3), Алексей Обмочаев (л), Юрий Бережко, Дмитрий Ильиных, Павел Круглов — 1 (0, 1, 0). Куба: Вильфредо Леон — 13 (8, 2, 3), Лиан Сем Эстрада — 4 (1, 3, 0), Дангер Кинтана — 3 (0, 2, 1), Лазаро Райдель Фундора — 14 (13, 0, 1), Давид Фьель — 9 (7, 2, 0), Йордан Биссет — 20 (18, 1, 1), Кейбель Гутьеррес (л), Густаво Лейва, Йоандри Диас, Исбель Меса — 2 (1, 1, 0), Энри Бель — 4 (4, 0, 0). Очки — 102:92 (атака — 59:52, блок — 10:11, подача — 7:6, ошибки соперника — 26:23). Время матча — 1:45. Vojvodina. 300 зрителей. Отчёт. | |
| № 12 (528) | 30 июня. Нови-Сад. Сербия — Россия — 2:3 (18:25, 25:22, 25:23, 22:25, 11:15). Мировая лига. Интерконтинентальный раунд    |
| Сербия: Урош Ковачевич — 14 (13, 1, 0), Боян Янич — 11 (9, 0, 2), Михайло Митич — 2 (2, 0, 0), Милан Рашич — 7 (4, 2, 1), Саша Старович — 22 (20, 0, 2), Марко Подрашчанин — 12 (8, 4, 0), Никола Росич (л), Александар Атанасиевич — 4 (4, 0, 0), Сречко Лисинац. Россия: Николай Апаликов — 10 (4, 5, 1), Тарас Хтей — 8 (7, 0, 1), Сергей Гранкин — 3 (1, 2, 0), Сергей Тетюхин — 6 (5, 1, 0), Дмитрий Мусэрский — 17 (9, 7, 1), Максим Михайлов — 17 (13, 2, 2), Алексей Обмочаев (л), Юрий Бережко — 14 (13, 1, 0), Константин Ушаков, Павел Круглов — 7 (6, 1, 0). Очки — 101:110 (атака — 60:58, блок — 7:19, подача — 5:5, ошибки соперника — 29:28). Время матча — 1:53. Vojvodina. 3500 зрителей. Отчёт. | |
| № 13 (529) | 29 июля. Лондон. Россия — Германия — 3:0 (31:29, 25:18, 25:17). Игры XXX Олимпиады. Групповой этап                        |
| Россия: Дмитрий Мусэрский — 8 (3, 5, 0), Максим Михайлов — 21 (20, 0, 1), Сергей Тетюхин — 7 (4, 1, 2), Александр Волков — 13 (10, 1, 2), Александр Бутько — 2 (0, 2, 0), Тарас Хтей — 11 (9, 2, 0), Алексей Обмочаев (л), Дмитрий Ильиных — 1 (1, 0, 0), Александр Соколов, Сергей Гранкин. Германия: Денис Калиберда — 6 (6, 0, 0), Макс Гюнтер — 3 (2, 1, 0), Георг Грозер — 10 (8, 2, 0), Маркус Попп — 6 (5, 1, 0), Маркус Бёме — 8 (6, 1, 1), Симон Тишер — 3 (3, 0, 0), Маркус Штойервальд (л), Йохен Шёпс — 10 (9, 1, 0), Лукас Кампа — 2 (0, 2, 0), Кристиан Дюннес, Себастьян Шварц. Очки — 81:64 (атака — 47:39, блок — 11:9, подача — 5:1, ошибки соперника — 18:15). Время матча — 1:31. Earls Court. 12 500 зрителей. Отчёт. | |
| № 14 (530) | 31 июля. Лондон. Бразилия — Россия — 3:0 (25:21, 25:23, 25:21). Игры XXX Олимпиады. Групповой этап                        |
| Бразилия: Данте — 7 (7, 0, 0), Лукас — 6 (4, 1, 1), Бруно — 5 (3, 0, 2), Мурило — 13 (11, 2, 0), Сидан — 7 (3, 3, 1), Висото — 8 (5, 3, 0), Сержио (л), Уоллес — 1 (1, 0, 0), Родриган, Рикардо, Тьяго. Россия: Тарас Хтей — 5 (5, 0, 0), Николай Апаликов — 6 (5, 1, 0), Максим Михайлов — 12 (10, 1, 1), Дмитрий Ильиных — 6 (6, 0, 0), Дмитрий Мусэрский — 13 (11, 2, 0), Александр Бутько — 1 (0, 1, 0), Алексей Обмочаев (л), Сергей Тетюхин — 4 (4, 0, 0), Александр Соколов, Юрий Бережко — 3 (3, 0, 0), Сергей Гранкин. Очки — 75:65 (атака — 34:44, блок — 9:5, подача — 4:1, ошибки соперника — 28:15). Время матча — 1:23. Earls Court. 14 800 зрителей. Отчёт. | |
| № 15 (531) | 2 августа. Лондон. Россия — Тунис — 3:0 (25:21, 25:15, 25:23). Игры XXX Олимпиады. Групповой этап                         |
| Россия: Тарас Хтей — 5 (4, 1, 0), Николай Апаликов — 9 (8, 1, 0), Максим Михайлов — 15 (11, 2, 2), Сергей Тетюхин — 8 (6, 1, 1), Дмитрий Мусэрский — 7 (5, 2, 0), Александр Бутько — 1 (1, 0, 0), Алексей Обмочаев (л), Александр Соколов, Сергей Гранкин — 1 (0, 1, 0), Юрий Бережко — 4 (3, 1, 0), Дмитрий Ильиных — 5 (4, 1, 0). Тунис: Билель Бен Хассин — 3 (2, 1, 0), Мохамед Бен Слимен, Исмаил Муалла — 9 (8, 1, 0), Ахмед Кади — 4 (3, 1, 0), Намза Нагга — 14 (14, 0, 0), Нуреддин Нфайед — 2 (1, 1, 0), Ану Таури (л), Хаким Зуари — 1 (1, 0, 0), Хичем Кааби — 2 (2, 0, 0), Маруан Мрабет, Мехди Бен Чейх, Элиас Карамозли — 3 (3, 0, 0). Очки — 75:59 (атака — 42:34, блок — 10:4, подача — 3:0, ошибки соперника — 20:21). Время матча — 1:18. Earls Court. 13 000 зрителей. Отчёт.                                                         | |
| № 16 (532) | 4 августа. Лондон. Россия — США — 3:2 (27:29, 19:25, 26:24, 25:16, 15:8). Игры XXX Олимпиады. Групповой этап              |
| Россия: Тарас Хтей — 4 (3, 1, 0), Николай Апаликов — 1 (0, 1, 0), Максим Михайлов — 27 (23, 2, 2), Сергей Тетюхин — 21 (17, 2, 2), Александр Волков — 16 (10, 5, 1), Александр Бутько — 3 (0, 1, 2), Алексей Обмочаев (л), Дмитрий Мусэрский — 6 (6, 0, 0), Юрий Бережко — 1 (0, 1, 0), Сергей Гранкин — 2 (0, 1, 1), Александр Соколов, Дмитрий Ильиных — 10 (8, 2, 0). США: Мэттью Андерсон — 18 (16, 1, 1), Дэвид Ли — 12 (8, 4, 0), Клейтон Стэнли — 14 (12, 2, 0), Уильям Придди — 11 (5, 4, 2), Рассел Холмс — 5 (3, 2, 0), Дональд Сужо, Ричард Лэмбурн (л), Дэвид Маккензи — 3 (0, 0, 3), Пол Лотман, Дэвид Смит, Шон Руни — 7 (5, 2, 0). Очки — 112:102 (атака — 67:49, блок — 16:15, подача — 8:6, ошибки соперника — 21:32). Время матча — 2:16. Earls Court. 13 650 зрителей. Отчёт.                                                          | |
| № 17 (533) | 6 августа. Лондон. Россия — Сербия — 3:0 (25:15, 25:20, 25:17). Игры XXX Олимпиады. Групповой этап                        |
| Россия: Тарас Хтей — 10 (7, 2, 1), Николай Апаликов — 8 (2, 4, 2), Максим Михайлов — 18 (13, 2, 3), Сергей Тетюхин — 3 (3, 0, 0), Дмитрий Мусэрский — 7 (4, 2, 1), Сергей Гранкин — 6 (1, 3, 2), Алексей Обмочаев (л), Александр Соколов, Юрий Бережко — 5 (4, 1, 0), Александр Бутько — 1 (0, 1, 0), Дмитрий Ильиных — 1 (1, 0, 0). Сербия: Драган Станкович, Александар Атанасиевич — 18 (16, 1, 1), Никола Ковачевич — 3 (3, 0, 0), Марко Подрашчанин — 5 (4, 1, 0), Владо Петкович, Милош Никич — 3 (3, 0, 0), Никола Росич (л), Милан Рашич — 2 (2, 0, 0), Михайло Митич, Боян Янич — 6 (4, 1, 1), Урош Ковачевич — 4 (1, 2, 1). Очки — 75:52 (атака — 35:33, блок — 15:5, подача — 9:3, ошибки соперника — 16:11). Время матча — 1:11. Earls Court. 12 000 зрителей. Отчёт.                                                                         | |
| № 18 (534) | 8 августа. Лондон. Польша — Россия — 0:3 (17:25, 23:25, 21:25). Игры XXX Олимпиады. 1/4 финала                            |
| Польша: Михал Винярский — 7 (4, 2, 1), Марцин Можджонек — 2 (1, 1, 0), Збигнев Бартман — 14 (14, 0, 0), Бартош Курек — 8 (8, 0, 0), Пётр Новаковский — 3 (3, 0, 0), Лукаш Жигадло — 1 (0, 1, 0), Кшиштоф Игначак (л), Павел Загумный, Якуб Ярош, Михал Руцяк, Гжегож Косок — 2 (2, 0, 0). Россия: Дмитрий Мусэрский — 12 (7, 3, 2), Максим Михайлов — 13 (10, 1, 2), Сергей Тетюхин — 6 (5, 0, 1), Александр Волков — 9 (7, 1, 1), Сергей Гранкин — 1 (1, 0, 0), Тарас Хтей — 5 (4, 1, 0), Алексей Обмочаев (л), Николай Апаликов — 1 (1, 0, 0), Александр Соколов, Дмитрий Ильиных — 5 (3, 1, 1), Юрий Бережко. Очки — 61:75 (атака — 32:38, блок — 4:7, подача — 1:7, ошибки соперника — 24:23). Время матча — 1:17. Earls Court. 14 000 зрителей. Отчёт.                                                                                               | |
| № 19 (535) | 10 августа. Лондон. Болгария — Россия — 1:3 (21:25, 15:25, 25:23, 23:25). Игры XXX Олимпиады. 1/2 финала                  |
| Болгария: Тодор Алексиев — 15 (14, 1, 0), Николай Николов — 5 (1, 4, 0), Цветан Соколов — 16 (15, 1, 0), Тодор Скримов — 11 (9, 0, 2), Виктор Йосифов — 5 (4, 1, 0), Георгий Братоев — 3 (3, 0, 0), Теодор Салпаров (л), Добромир Димитров, Николай Пенчев, Валентин Братоев — 2 (2, 0, 0), Владимир Николов — 3 (2, 0, 1), Теодор Тодоров — 1 (0, 1, 0). Россия: Сергей Тетюхин — 11 (8, 0, 3), Александр Волков — 10 (6, 2, 2), Сергей Гранкин — 1 (0, 1, 0), Тарас Хтей — 13 (12, 1, 0), Дмитрий Мусэрский — 1 (1, 0, 0), Максим Михайлов — 25 (21, 2, 2), Алексей Обмочаев (л), Николай Апаликов — 6 (3, 2, 1), Александр Соколов, Юрий Бережко, Александр Бутько, Дмитрий Ильиных — 4 (2, 2, 0). Очки — 84:98 (атака — 50:53, блок — 8:10, подача — 3:8, ошибки соперника — 23:27). Время матча — 1:43. Earls Court. 13 500 зрителей. Отчёт.         | |
| № 20 (536) | 12 августа. Лондон. Россия — Бразилия — 3:2 (19:25, 20:25, 29:27, 25:22, 15:9). Игры XXX Олимпиады. Финал                 |
| Россия: Дмитрий Мусэрский — 31 (28, 2, 1), Максим Михайлов — 17 (16, 1, 0), Сергей Тетюхин — 12 (9, 0, 3), Александр Волков — 6 (2, 4, 0), Сергей Гранкин — 4 (1, 3, 0), Тарас Хтей — 1 (1, 0, 0), Алексей Обмочаев (л), Александр Бутько — 2 (1, 1, 0), Дмитрий Ильиных — 2 (2, 0, 0), Александр Соколов, Юрий Бережко, Николай Апаликов — 6 (2, 4, 0). Бразилия: Мурило — 18 (16, 2, 0), Сидан — 14 (7, 3, 4), Уоллес — 27 (23, 3, 1), Данте — 5 (5, 0, 0), Лукас — 9 (5, 1, 3), Бруно — 3 (2, 1, 0), Сержио (л), Родриган — 1 (1, 0, 0), Жиба, Рикардо, Тьяго. Очки — 108:108 (атака — 62:59, блок — 15:10, подача — 4:8, ошибки соперника — 27:31). Время матча — 2:09. Earls Court. 14 500 зрителей. Отчёт. | |

## Игроки сборной в 2012 году
| Игрок               | Год рождения | Амплуа       | Клуб           | Турниры и игры | Турниры и игры | Всего матчей | Очки              |
| Игрок               | Год рождения | Амплуа       | Клуб           | МЛ             | ОИ             | Всего матчей | Очки              |
| ------------------- | ------------ | ------------ | -------------- | -------------- | -------------- | ------------ | ----------------- |
| Александр Абросимов | 1983         | блокирующий  | «Зенит»        | 9 (3)          |                | 9            | 36 (19, 11, 6)    |
| Николай Апаликов    | 1982         | блокирующий  | «Зенит»        | 9 (8)          | 7 (4)          | 16           | 93 (47, 35, 11)   |
| Юрий Бережко        | 1984         | доигровщик   | «Зенит»        | 12 (7)         | 7 (—)          | 19           | 115 (102, 9, 4)   |
| Денис Бирюков       | 1988         | доигровщик   | «Локомотив»    | 3 (3)          |                | 3            | 14 (12, 0, 2)     |
| Александр Бутько    | 1986         | связующий    | «Локомотив»    | 4 (4)          | 7 (4)          | 11           | 18 (5, 10, 3)     |
| Александр Волков    | 1985         | блокирующий  | «Зенит»        |                | 5 (5)          | 5            | 54 (35, 13, 6)    |
| Сергей Гранкин      | 1985         | связующий    | «Динамо» М     | 6 (3)          | 8 (4)          | 14           | 25 (8, 14, 3)     |
| Дмитрий Ильиных     | 1987         | доигровщик   | «Белогорье»    | 9 (2)          | 8 (1)          | 17           | 92 (79, 11, 2)    |
| Игорь Кобзарь       | 1991         | связующий    | «Газпром-Югра» | 3 (1)          |                | 3            | 3 (3, 0, 0)       |
| Павел Круглов       | 1985         | диагональный | «Динамо» М     | 12 (2)         |                | 12           | 45 (38, 7, 0)     |
| Максим Михайлов     | 1988         | диагональный | «Зенит»        | 9 (8)          | 8 (8)          | 17           | 315 (262, 23, 30) |
| Павел Мороз         | 1987         | диагональный | «Кузбасс»      | 3 (2)          |                | 3            | 58 (48, 7, 3)     |
| Дмитрий Мусэрский   | 1988         | блокирующий  | «Белогорье»    | 12 (12)        | 8 (7)          | 20           | 230 (151, 62, 17) |
| Алексей Обмочаев    | 1989         | либеро       | «Зенит»        | 7              | 8              | 15           |                   |
| Алексей Родичев     | 1988         | доигровщик   | «Газпром-Югра» | 3 (1)          |                | 3            | 14 (12, 2, 0)     |
| Евгений Сивожелез   | 1986         | доигровщик   | «Зенит»        | 7 (3)          |                | 7            | 44 (34, 5, 5)     |
| Александр Соколов   | 1982         | либеро       | «Факел»        | 5              | 8 (—)          | 13           |                   |
| Сергей Тетюхин      | 1975         | доигровщик   | «Белогорье»    | 6 (5)          | 8 (7)          | 14           | 115 (91, 10, 14)  |
| Константин Ушаков   | 1970         | связующий    | «Кузбасс»      | 8 (4)          |                | 8            | 2 (0, 1, 1)       |
| Тарас Хтей          | 1982         | доигровщик   | «Белогорье»    | 3 (3)          | 8 (8)          | 11           | 82 (69, 11, 2)    |
| Дмитрий Щербинин    | 1989         | блокирующий  | «Динамо» М     | 3 (1)          |                | 3            | 15 (6, 9, 0)      |

Капитаны команды: Константин Ушаков (матчи № 1—3), Максим Михайлов (матчи № 4—9), Тарас Хтей (матчи № 10—20).

## Дополнительные факты
22 июня в Калининграде связующий сборной России Константин Ушаков провёл юбилейный 250-й матч за сборную России. Вернувшийся в национальную команду после почти шестилетнего перерыва, 42-летний Ушаков стал самым возрастным игроком когда-либо игравшим за российскую сборную и единственным в команде образца 2012 года волейболистом, имевшим опыт выступлений за СССР. По итогам сезона на счету Ушакова было 254 матча за сборную России (третий показатель в истории). В 2013 году он перешёл на тренерскую работу.